# Comté de Wilcox (Géorgie)
Pour les articles homonymes, voir Comté de Wilcox.
Le comté de Wilcox est un comté de Géorgie, aux États-Unis.

## Démographie
| 1860  | 1870  | 1880  | 1890  | 1900   | 1910   |
| ----- | ----- | ----- | ----- | ------ | ------ |
| 2 115 | 2 439 | 3 109 | 7 980 | 11 097 | 13 486 |

| 1920   | 1930   | 1940   | 1950   | 1960  | 1970  |
| ------ | ------ | ------ | ------ | ----- | ----- |
| 15 511 | 13 439 | 12 755 | 10 167 | 7 905 | 6 998 |

| 1980  | 1990  | 2000  | 2010  | - | - |
| ----- | ----- | ----- | ----- | - | - |
| 7 682 | 7 008 | 8 577 | 9 255 | - | - |